# Poecilostictus decoratus
Poecilostictus decoratus är en stekelart som beskrevs av Heinrich 1974. Poecilostictus decoratus ingår i släktet Poecilostictus och familjen brokparasitsteklar. Inga underarter finns listade i Catalogue of Life.